# František Götz

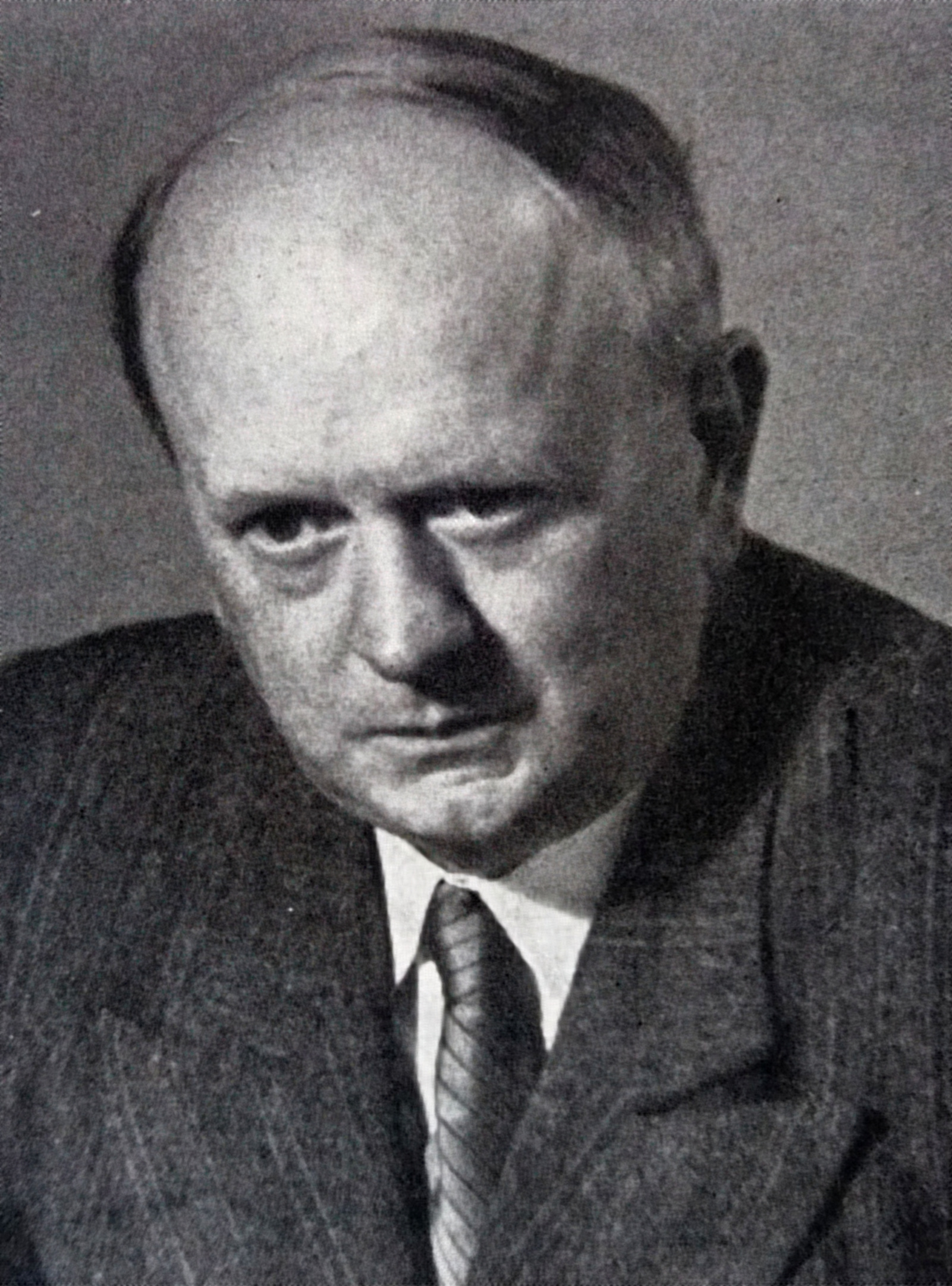
František Götz

František Götz (* 1. Januar 1894 in Kojátky bei Vyškov; † 7. Juli 1974 in Prag) war tschechischer Literaturhistoriker, Kritiker, Dramaturg, Übersetzer und Sprecher der Literární skupina (Literaten Gruppe).
Er war Gründer der Brünner expressionistischen Literární skupina und redigierte deren Zeitschrift Host (Gast). Er war auch Mitautor des Manifestes Naše naděje, víra a práce (1922) (Unsere Hoffnung, Glaube und Arbeit).
Als Dramaturg führte er Werke tschechischer Autoren auf, darunter Karel Čapek, Vítězslav Nezval, Fráňa Šrámek. In den Jahren 1928 bis 1944 und 1965 bis 1969 war er Dramaturg des Národní divadlo (Nationaltheater in Prag).
Götz war ein bedeutender Theater- und Literaturkritiker.